# Börcs János
Börcs János (Bicske, 1884. október 4. – Bicske, 1961. december 21.) magyarországi kisbirtokos, Bicske községi bírája az 1930-40-es években, országgyűlési képviselő.

## Élete
Római katolikus családban született; édesapja Börcs János földműves, édesanyja Bammer Rozália. Már nagyszülei is a településen élő és gazdálkodó kisbirtokosok voltak. Hat elemi iskolai osztályt járt ki, majd maga is bekapcsolódott a családi gazdaság munkájába; később pedig apránként a község ügyinek intézésébe is. Az első világháború kitörését követően a volt 69. közös gyalogezred tagjaként vonult ki az olasz frontra, ahol majdnem két év frontszolgálatot teljesített, meg is sebesült.
Leszerelését követően visszatért korábbi életéhez, s a gazdálkodás mellett egyre többet foglalkozott a helyi ügyekkel is. 1931-ben községi bírónak választotta meg Bicske népe, s e posztját az egész évtizeden át megőrizte. 1934-ben Fejér vármegye törvényhatósági bizottságának tagja is lett, az 1939-es országgyűlési választáson pedig felkerült a Magyar Élet Pártja Fejér megyei listájára. Eredetileg csak a harmadik helyen szerepelt, de miután a közigazgatási bíróság megsemmisítette a megye lajstromos választási eredményét és december 30-ára új választást rendelt el, már a lista második helyére került, ahonnan be is jutott a Képviselőházba.
1940 októberében, egyelőre tisztázatlan okokból bejelentette, hogy elhagyja a Magyar Élet Pártját. Erre reagálva több korabeli közéleti szereplő is hangot adott azon véleményének, hogy miután ő pártlistán lett képviselővé, le kellene vonnia a megfelelő következtetést és mandátumát is vissza kellene adnia. Börcs ezzel együtt az országgyűlés tagja maradt, 1943-ban még biztosan képviselő volt.
1908. február 18-án Bicskén feleségül vette Bammer Máriát.